# Patinage de vitesse sur piste courte aux Jeux olympiques de 2014 - 1 000 mètres hommes
Navigation
Vancouver 2010 Pyeongchang 2018
L'épreuve masculine de 1000 mètres de patinage de vitesse sur piste courte ou Short Track a lieu les 13 (qualifications) et 14 février 2014 (quart de finale, demi-finale et finale) aux JO d'hiver de Sotchi.

## Médaillés
| Or               | Argent                  | Bronze              |
| Viktor Ahn (RUS) | Vladimir Grigorev (RUS) | Sjinkie Knegt (NED) |

## Tours préliminaires

### 1erTour
Q — qualifié pour les 1/4 de finale
ADV — repêché
PEN — pénalité
| Rang | Poules | Participants          | Pays            | Temps          | Notes |
| ---- | ------ | --------------------- | --------------- | -------------- | ----- |
| 1    | 1      | Charle Cournoyer      | Canada          | 1 min 24 s 787 | Q     |
| 2    | 1      | Christopher Creveling | États-Unis      | 1 min 25 s 069 | Q     |
| 3    | 1      | Niels Kerstholt       | Pays-Bas        | 1 min 25 s 695 |       |
| 4    | 1      | Jon Eley              | Grande-Bretagne | 1 min 25 s 748 |       |
| 1    | 2      | Olivier Jean          | Canada          | 1 min 26 s 089 | Q     |
| 2    | 2      | Sjinkie Knegt         | Pays-Bas        | 1 min 26 s 091 | Q     |
| 3    | 2      | Mackenzie Blackburn   | Taipei chinois  | 1 min 26 s 814 |       |
| 4    | 2      | Bence Béres           | Hongrie         | 1 min 27 s 735 |       |
| 1    | 3      | Vladimir Grigorev     | Russie          | 1 min 26 s 422 | Q     |
| 2    | 3      | Han Tianyu            | Chine           | 1 min 26 s 530 | Q     |
| 3    | 3      | Vladislav Bykanov     | Israël          | 1 min 27 s 796 |       |
| 4    | 3      | Richard Shoebridge    | Grande-Bretagne | 1 min 27 s 806 |       |
| 1    | 4      | Wu Dajing             | Chine           | 1 min 24 s 950 | Q     |
| 2    | 4      | Viktor Knoch          | Hongrie         | 1 min 25 s 426 | Q     |
| 3    | 4      | Sébastien Lepape      | France          | 1 min 49 s 311 | ADV   |
|      | 4      | Freek van der Wart    | Pays-Bas        |                | PEN   |
| 1    | 5      | Charles Hamelin       | Canada          | 1 min 25 s 742 | Q     |
| 2    | 5      | Eduardo Alvarez       | États-Unis      | 1 min 26 s 070 | Q     |
| 3    | 5      | Jack Whelbourne       | Grande-Bretagne | 1 min 26 s 086 |       |
| 4    | 5      | Liang Wenhao          | Chine           | 1 min 28 s 065 |       |
| 1    | 6      | J. R. Celski          | États-Unis      | 1 min 25 s 428 | Q     |
| 2    | 6      | Semen Elistratov      | Russie          | 1 min 26 s 121 | Q     |
| 3    | 6      | Ryosuke Sakazume      | Japon           | 1 min 26 s 468 |       |
| 4    | 6      | Maxime Chataignier    | France          | 2 min 20 s 479 |       |
| 1    | 7      | Viktor Ahn            | Russie          | 1 min 25 s 834 | Q     |
| 2    | 7      | Sin Da-Woon           | Corée du Sud    | 1 min 25 s 893 | Q     |
| 3    | 7      | Yuzo Takamido         | Japon           | 1 min 25 s 905 |       |
| 4    | 7      | Robert Seifert        | Allemagne       | 1 min 29 s 468 |       |
| 1    | 8      | Lee Han-Bin           | Corée du Sud    | 1 min 26 s 502 | Q     |
| 2    | 8      | Yuri Confortola       | Italie          | 1 min 26 s 956 | Q     |
| 3    | 8      | Sándor Liu Shaolin    | Hongrie         | 1 min 35 s 935 | ADV   |
| 4    | 8      | Thibaut Fauconnet     | France          | 2 min 00 s 795 |       |

### Quarts de finale
Q — qualifié pour les demi-Finales
| Rang | Poules | Participants          | Pays         | Temps          | Notes |
| ---- | ------ | --------------------- | ------------ | -------------- | ----- |
| 1    | 1      | Lee Han-Bin           | Corée du Sud | 1 min 24 s 444 | Q     |
| 2    | 1      | Han Tianyu            | Chine        | 1 min 24 s 490 | Q     |
| 3    | 1      | Christopher Creveling | États-Unis   | 1 min 24 s 691 |       |
| 4    | 1      | Sándor Liu Shaolin    | Hongrie      | 1 min 24 s 966 |       |
| 5    | 1      | Charle Cournoyer      | Canada       | 1 min 25 s 204 |       |
| 1    | 2      | Wu Dajing             | Chine        | 1 min 24 s 753 | Q     |
| 2    | 2      | Vladimir Grigorev     | Russie       | 1 min 24 s 868 | Q     |
| 3    | 2      | Sébastien Lepape      | France       | 1 min 25 s 368 |       |
| 4    | 2      | Yuri Confortola       | Italie       | 1 min 25 s 428 |       |
| 5    | 2      | Viktor Knoch          | Hongrie      | 1 min 25 s 673 |       |
| 1    | 3      | Viktor Ahn            | Russie       | 1 min 25 s 666 | Q     |
| 2    | 3      | Sjinkie Knegt         | Pays-Bas     | 1 min 25 s 695 | Q     |
| 3    | 3      | Eduardo Alvarez       | États-Unis   | 1 min 39 s 092 |       |
| 4    | 3      | Charles Hamelin       | Canada       | 1 min 40 s 408 |       |
| 1    | 4      | Sin Da-Woon           | Corée du Sud | 1 min 24 s 215 | Q     |
| 2    | 4      | Semen Elistratov      | Russie       | 1 min 24 s 239 | Q     |
| 3    | 4      | Olivier Jean          | Canada       | 1 min 24 s 935 |       |
| 4    | 4      | J. R. Celski          | États-Unis   | Pas de temps   |       |

### Demi-Finales
QA — qualifié pour la finale A
QB — qualifié pour la finale B
PEN - pénalité
ADVA - repêché pour la finale A
| Rang | Poules | Participants      | Pays         | Temps          | Notes |
| ---- | ------ | ----------------- | ------------ | -------------- | ----- |
| 1    | 1      | Vladimir Grigorev | Russie       | 1 min 25 s 346 | QA    |
| 2    | 1      | Sin Da-Woon       | Corée du Sud | 1 min 25 s 564 | QA    |
| 3    | 1      | Sjinkie Knegt     | Pays-Bas     | 1 min 27 s 258 | ADVA  |
| 4    | 1      | Lee Han-Bin       | Chine        | PEN            |       |
| 1    | 2      | Viktor Ahn        | Russie       | 1 min 24 s 102 | QA    |
| 2    | 2      | Wu Dajing         | Chine        | 1 min 24 s 239 | QA    |
| 3    | 2      | Semen Elistratov  | Russie       | 1 min 24 s 275 | QB    |
| 4    | 2      | Han Tianyu        | Chine        | 1 min 24 s 611 | QB    |

## Résultats des finales

### Finale A
| Rang | Participants      | Pays         | Temps          | Notes |
| ---- | ----------------- | ------------ | -------------- | ----- |
| 1    | Viktor Ahn        | Russie       | 1 min 25 s 325 |       |
| 2    | Vladimir Grigorev | Russie       | 1 min 25 s 399 |       |
| 3    | Sjinkie Knegt     | Pays-Bas     | 1 min 25 s 611 |       |
| 4    | Wu Dajing         | Chine        | 1 min 25 s 772 |       |
|      | Sin Da-Woon       | Corée du Sud | PEN            |       |

### Finale B
| Rang | Participants     | Pays   | Temps          | Notes |
| ---- | ---------------- | ------ | -------------- | ----- |
| 1    | Han Tianyu       | Chine  | 1 min 29 s 334 |       |
| 2    | Semen Elistratov | Russie | 1 min 29 s 429 |       |

## Classement final
| Rang | Participants          | Pays            | Meilleur Temps |
| ---- | --------------------- | --------------- | -------------- |
| 1    | Viktor Ahn            | Russie          | 1 min 24 s 102 |
| 2    | Vladimir Grigorev     | Russie          | 1 min 24 s 868 |
| 3    | Sjinkie Knegt         | Pays-Bas        | 1 min 25 s 611 |
| 4    | Wu Dajing             | Chine           | 1 min 24 s 239 |
| 5    | Han Tianyu            | Chine           | 1 min 24 s 490 |
| 6    | Semen Elistratov      | Russie          | 1 min 24 s 239 |
| 7    | Sin Da-Woon           | Corée du Sud    | 1 min 24 s 215 |
| 8    | Lee Han-Bin           | Corée du Sud    | 1 min 24 s 444 |
| 9    | Olivier Jean          | Canada          | 1 min 24 s 935 |
| 10   | Christopher Creveling | États-Unis      | 1 min 24 s 691 |
| 11   | Eduardo Alvarez       | États-Unis      | 1 min 26 s 070 |
| 12   | Sébastien Lepape      | France          | 1 min 25 s 368 |
| 13   | J. R. Celski          | États-Unis      | 1 min 25 s 428 |
| 14   | Charles Hamelin       | Canada          | 1 min 25 s 742 |
| 15   | Yuri Confortola       | Italie          | 1 min 25 s 428 |
| 16   | Sándor Liu Shaolin    | Hongrie         | 1 min 24 s 966 |
| 17   | Charle Cournoyer      | Canada          | 1 min 24 s 787 |
| 18   | Viktor Knoch          | Hongrie         | 1 min 25 s 426 |
| 19   | Niels Kerstholt       | Pays-Bas        | 1 min 25 s 695 |
| 20   | Yuzo Takamido         | Japon           | 1 min 25 s 905 |
| 21   | Jack Whelbourne       | Grande-Bretagne | 1 min 26 s 086 |
| 22   | Ryosuke Sakazume      | Japon           | 1 min 26 s 468 |
| 23   | Mackenzie Blackburn   | Taipei chinois  | 1 min 26 s 814 |
| 24   | Vladislav Bykanov     | Israël          | 1 min 27 s 796 |
| 25   | Jon Eley              | Grande-Bretagne | 1 min 25 s 748 |
| 26   | Bence Béres           | Hongrie         | 1 min 27 s 735 |
| 27   | Richard Shoebridge    | Grande-Bretagne | 1 min 27 s 806 |
| 28   | Liang Wenhao          | Chine           | 1 min 28 s 065 |
| 29   | Robert Seifert        | Allemagne       | 1 min 29 s 468 |
| 30   | Thibaut Fauconnet     | France          | 2 min 00 s 795 |
| 31   | Maxime Chataignier    | France          | 2 min 20 s 479 |
|      | Freek van der Wart    | Pays-Bas        | PEN            |